# Jerzy Hlebowicz (zm. po 1520)
Jerzy Hlebowicz herbu Leliwa (zm. po 1520) – starszy syn Hleba, wojewody smoleńskiego i Miłochny Anny Raczkówny, brat Stanisława. Od sierpnia 1492 do marca 1499 namiestnik smoleński i zarazem w latach 1494–1495 starosta generalny żmudzki. W 1500 namiestnik orszański i obolecki, od lipca 1503 do sierpnia 1508 namiestnik witebski, od września 1508 do wiosny 1514 wojewoda smoleński. W 1516 mianowany starostą mereckim, w 1518 otrzymał starostwo wołkowyskie.
Podobnie jak i jego brat Stanisław, wojewoda połocki, stał wiernie na straży interesów domu Jagiellońskiego. Wiosną 1492 r., kiedy oddziały moskiewskie opanowały Księstwa Wierchowskie i doszły aż do Briańska, a w sierpniu tego samego roku, poczyniły dalsze postępy zdobywając Masalsk, Sierpiejsk i Mezeck, Jerzy Hlebowicz pospieszył wraz z księciem możajskim-starobudowskim i okolniczym, Grzegorzem Piwowem, z pomocą dla tych grodów. Udało im się je odbić i obstawić swoimi żołnierzami. Iwan III po tym zdarzeniu wnosił skargi na Hlebowicza do wielkiego księcia litewskiego Aleksandra Jagiellończyka, że nie respektując poddania się kniaziów, najeżdża, grabi i niszczy ich księstwa. Sytuacja Hlebowicza nie była najlepsza, kiedy Iwan III, przyjmując tytuł "pana całej Rusi" rozpoczął rewindykację wszystkich ziem ruskich. Po utracie Wiaźmy i kilkudziesięciu włości smoleńskich Hlebowicz nie tając grozy swojego położenia wysłał posła do Aleksandra Jagiellończyka prosząc o natychmiastową interwencję. W odpowiedzi, wielki książę Aleksander, wyprawił na odsiecz Smoleńska namiestnika nowogrodzkiego, Jerzego Paca i obiecał sam stanąć w obronie granicy, jeśli będzie tego wymagała sytuacja. Jednakże brak zgody ze strony króla polskiego na zbrojną obronę granicy zmusił Litwę do szukania rozwiązania pokojowego. Tak więc, wielki książę litewski starając się o ułożenie poprawnych stosunków Litwy z Rosją, 18 lutego 1495 ożenił się z córką wielkiego księcia moskiewskiego Iwana III Srogiego, Heleną. Jednak to rozwiązanie spowodowało jedynie chwilowe opóźnienie ekspansywnej polityki Iwana III. Wobec nowych zatargów granicznych na odcinku litewsko-moskiewskim Jerzy Hlebowicz został wyznaczony w 1496 r. w skład komisji, która miała ustalić ściślejsze rozgraniczenie terytorialne między obydwoma państwami, do czego jednak ze względu na brak zgody se strony Moskwy nie doszło.
W 1506 r. był jednym z posłów wysłanych do Wasyla Iwanowicza. Miał się dowiedzieć przyczyny nieustającego pustoszenia nadgranicznych ziem oraz grabienia mienia kupieckiego. Tymi sprawami Hlebowicz był niewątpliwie zainteresowany osobiście, skoro jego dobra zostały aż tak zniszczone ciągłymi najazdami, że król Zygmunt w 1508 r. nadał mu jako rekompensatę Klewicę. W czasie wojny litewsko-moskiewskiej 1512-1522 bronił wraz z synem Mikołajem Smoleńska w 1513. Odznaczył się bohaterstwem, odwagą i pełnym zaangażowaniem. Walka o obronę Smoleńska kosztowała go życie syna i znaczną część majątku. Zmarł w 1520 r.
Jego synami byli Jan i Mikołaj. 